# De regno, ad regem Cypri

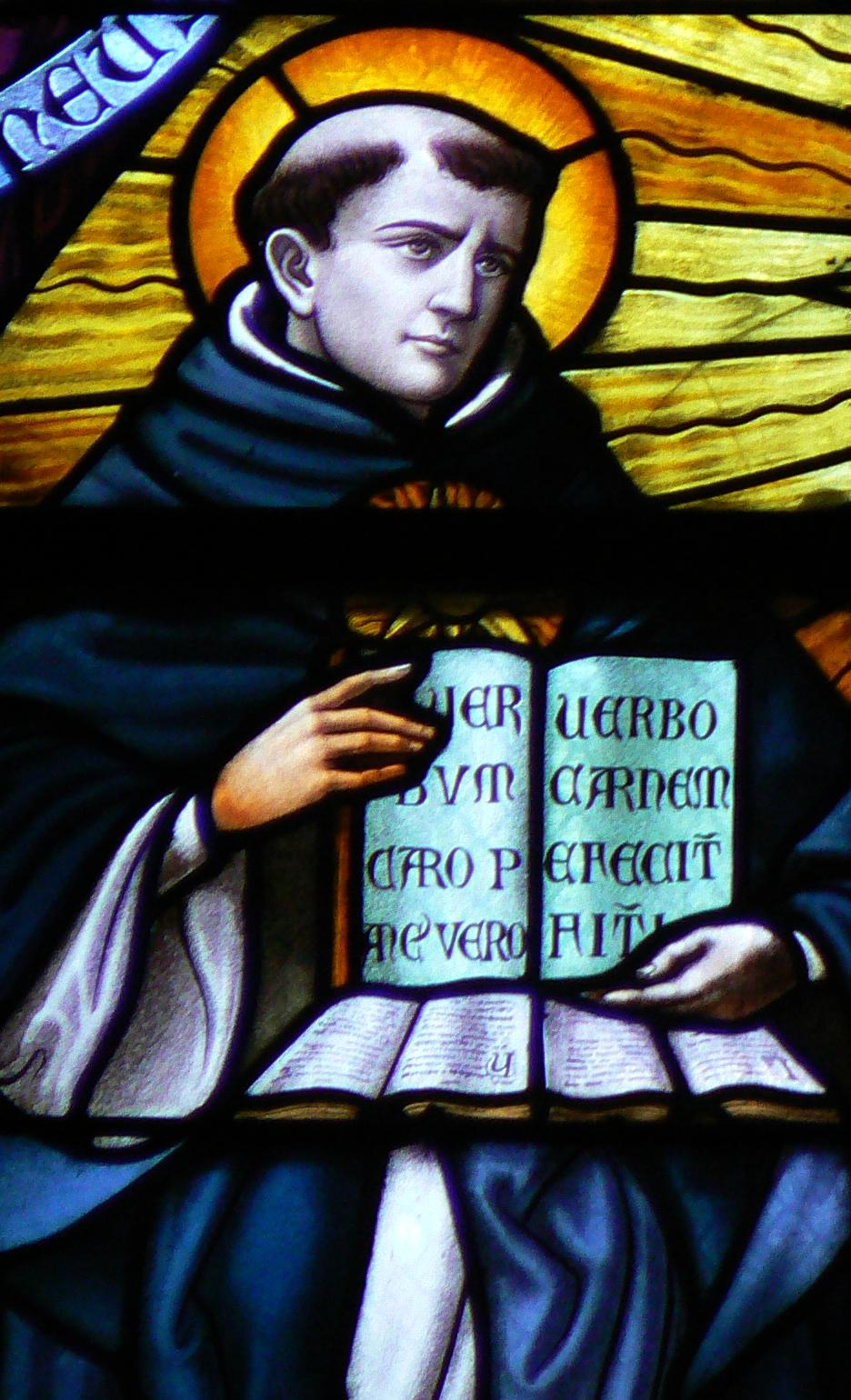
Tomás de Aquino, Catedral de Saint-Rombouts, Mechelen (Bélgica)

De regno, ad regem Cypri ( latim: Sobre a realeza, ao rei de Chipre ) é um tratado político do frade dominicano Tomás de Aquino escrito entre 1265 e 1266. Dedicada ao rei Hugo II de Chipre, a obra ficou inacabada devido à morte prematura do governante. 

## Contexto histórico
Ao contrário de outras obras de Tomás de Aquino, De regno defende um governo monárquico forte e autoritário como necessário e não favorece a criação de um regime misto. Esta posição particular foi explicada como uma reação ao estado de agitação social e convulsão causado por uma série de revoltas internas que começaram em 1233, o que fez com que Chipre caísse num estado de instabilidade política. 
Em escritos anteriores, Aquino propôs um sistema monárquico misto no qual o rei seria auxiliado por uma classe aristocrática eleita pela população comum. De regno, no entanto, defende uma postura bastante absolutista e pede o fortalecimento do poder real. 
A obra foi altamente influenciada pelas doutrinas políticas de Alberto Magno. 

## Doutrina

Brasão de armas da Casa de Lusinhão como reis de Chipre

Aquino limita o escopo da obra ao governo monárquico, tentando conciliá-lo com a Sagrada Escritura, a filosofia clássica e uma visão cristã da sociedade. 

### Governança e bem comum
O autor justifica o governo de um ponto de vista teleológico. Aquino vê a felicidade eterna e a salvação sob a orientação da Igreja Católica como o objetivo final da vida humana, mas reconhece a importância de atender às necessidades básicas para atingir esse objetivo. Considerando os humanos como seres inerentemente políticos que se reúnem em sociedades para perseguir o bem comum de satisfazer suas necessidades temporais e levar uma vida virtuosa, Tomás de Aquino conclui a necessidade de ter um chefe que ordene a sociedade para esse objetivo e não permita desvios dele.  O Estado é, portanto, visto como uma criação divina para o bem da humanidade. A legitimidade do poder político, contudo, torna-se essencialmente condicionada ao seu serviço ao bem comum e à sua obediência à lei natural.  A existência do Estado não é vista como uma consequência do pecado original, mas sim como uma questão de ordem natural. 
Aquino analisa diferentes formas de governo com a premissa de que o governo deve ser orientado para o bem comum da sociedade e chega à conclusão de que o governo de uma única pessoa é melhor para conduzir a comunidade ao seu objetivo, pois evita que o interesse individual das massas a degrade e favoreça suas aspirações pessoais com base em suas paixões inferiores. A principal função de um governante, portanto, seria promover o bem comum entendido como a satisfação das necessidades humanas e o avanço da virtude cristã. Aquino ainda reconhece outras formas de governo como legítimas e potencialmente boas, nomeadamente a aristocracia e a politeia, apesar de considerá-las menos perfeitas do que a monarquia, pois a sua instabilidade natural pode dificultar a procura adequada do bem comum. 

### Formas depravadas de governo

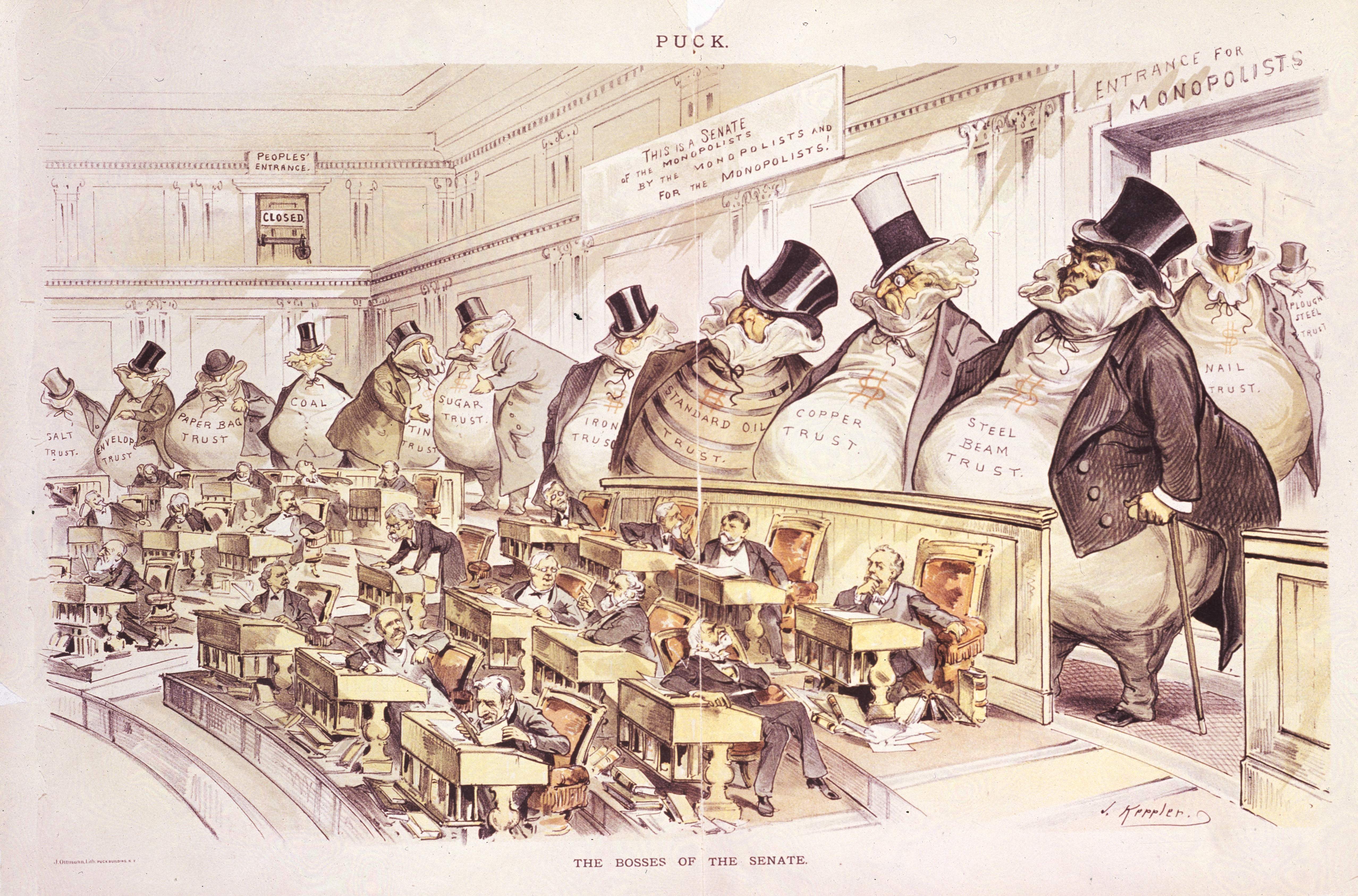
Os Chefes do Senado, por Joseph Keppler. Uma representação satírica do governo oligárquico.

Aquino vê os humanos como seres naturalmente orientados para o bem supremo, mas que são depravados pelo pecado original que causa desvios da ordem natural. Um bom governo, portanto, seria capaz de direcionar a sociedade para o bem comum, ignorando as ambições individuais. Os desacordos naturais causados pelas diferentes paixões da natureza humana devem ser reconciliados por um rei legítimo que ordene ao país a virtude e a prosperidade em busca da paz social. 
Consequentemente, um mau governo seria aquele que governa para seu próprio bem ou para o bem de uma fração específica da sociedade. O bem comum tomista é visto como universal para todos os cidadãos, independentemente da opinião da maioria. Aquino divide os governos pervertidos em três tipos: 
- Tiranias, corrupção de monarquias, consistindo no governo de uma única pessoa em seu próprio benefício.
- Oligarquias, corrupção das aristocracias, consistindo no governo de uma elite rica que oprime o povo em seu próprio benefício.
- Democracia, corrupção da politeias, consistindo em uma multidão egocêntrica que usa o governo da turba para oprimir aqueles que estão fora dela.

### Direito de revolução
Vendo a tirania como a pior forma possível de governo, Aquino tenta propor maneiras de preveni-la. Rejeitando a possibilidade de uma revolta violenta contra um tirano, a menos que seja absolutamente necessária, o autor defende o estabelecimento de mecanismos políticos pelos quais o povo pode usar sua "autoridade pública" para limitar a autoridade ou mesmo depor um rei que não "cumpriu com seus deveres".  Os limites propostos, no entanto, nunca foram declarados devido ao caráter inacabado da obra. 
Aquino desaconselha a rebelião armada, mas afirma que os cidadãos não são obrigados a obedecer às leis de um governante ilegítimo que vai contra o bem supremo.  A sua opinião foi descrita como favorável ao “direito de resistir”. 